# クリーンセンター大崎
クリーンセンター大崎（クリーンセンターおおさき）は、埼玉県さいたま市緑区にある清掃工場である。浦和市の清掃工場として建設され、現在はさいたま市南部のごみ処理を担当している。

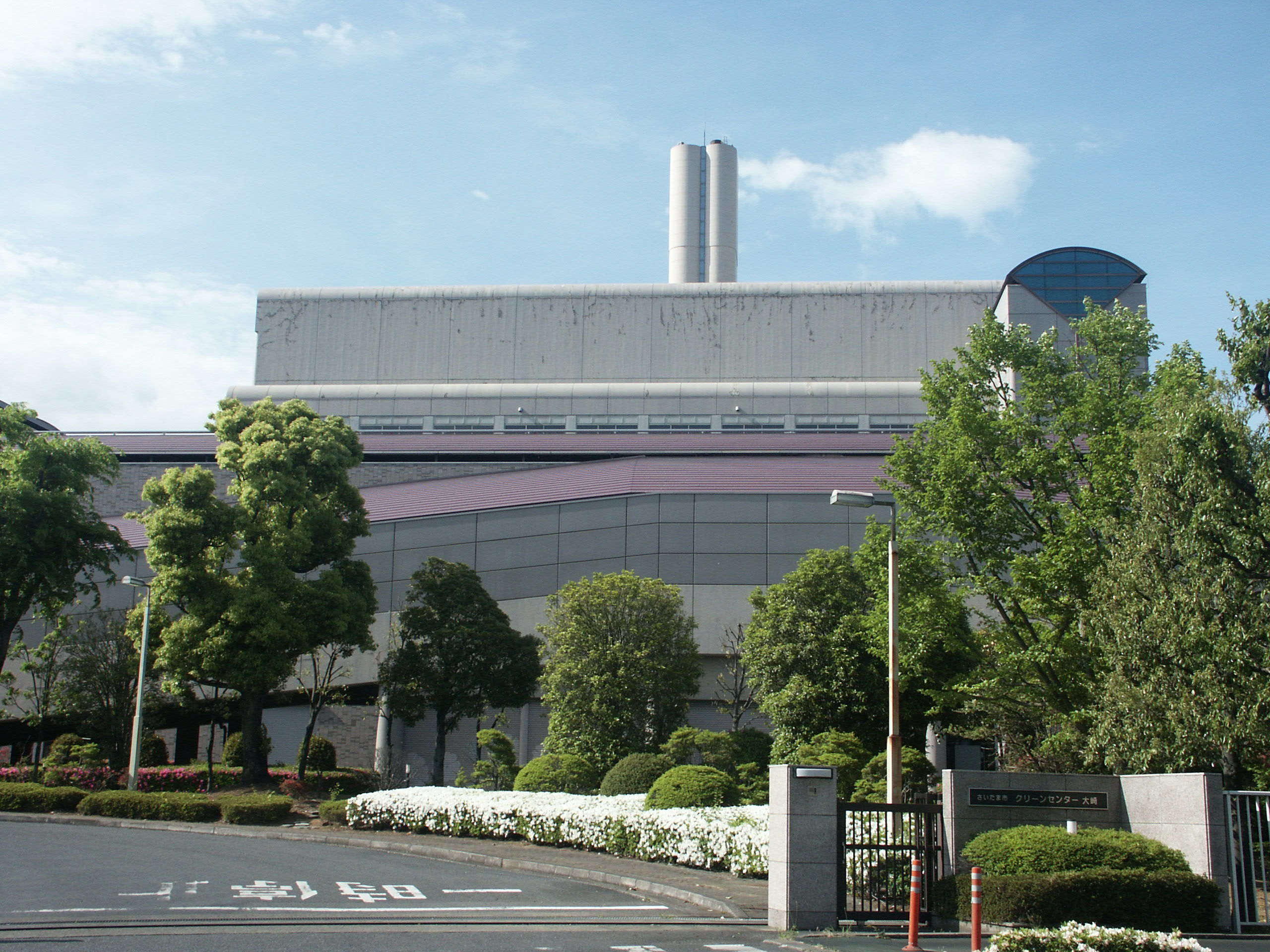
クリーンセンター大崎（第二工場）

## 概要
浦和市のゴミ処理を行う施設として開設された大崎事業所が前身となっている。1996年に完成した第二工場は公害対策に配慮した当時としては最新鋭のゴミ処理施設であり、第二工場でさいたま市南部（旧浦和市エリア）のゴミを処理している。焼却によって発生した熱で発電し、隣接する見沼ヘルシーランドや大崎園芸植物園へエネルギー供給を行い、省エネルギーに貢献している。西側が第二工場、道路を挟み東側が第一工場となっている。
2015年4月に第一工場は老朽化のため廃止され、同月開業の桜環境センターにてごみ処理を行っている。

## 沿革
- 1969年（昭和44年） - 大崎事業所としてごみ処理施設を開設。当時周辺は見沼田んぼが往時の姿を留めており、建築物は少なかった。
- 1978年（昭和53年） - 第一工場稼働開始。
- 1982年（昭和57年） - 第一工場増設稼働開始。
- 1996年（平成8年） - 第二工場稼働開始。
- 2015年（平成27年） - 第一工場廃止。さいたま市南部のゴミ処理は当センターと桜環境センターで分担。第一工場跡地にはさいたま市によって農業交流施設整備が建設される予定。

## 所在地
- さいたま市緑区大崎317

## アクセス
- 東日本旅客鉄道（JR東日本）武蔵野線東浦和駅徒歩約30分。